# Hej rymden!
Hej rymden! var ett TV-program som visades i SVT hösten 2007. Programmet skrevs av Kalle Lind, Ola Norén och Valdemar Westesson, kända från radioprogrammet Hej domstol!. Dessa tre utgjorde tillsammans med Sanna Persson Halapi seriens huvudrollsinnehavare, medan bland andra Rico Rönnbäck, Inga Ålenius, samt Hej domstol!- och Pang Prego-medarbetarna Liv Strömquist, Josefin Johansson och Jesper Rönndahl medverkade i mindre roller. Programmet regisserades av Petter Bragée.
Programmet började spelas in våren 2007 och består av tio avsnitt. Handlingen följer fyra FN-anställda med uppdrag att producera och sända ut TV-inslag med information om jordliga företeelser till en presumtiv publik av utomjordingar, uppskattade till 25 miljarder.  Till formen var programmet en situationskomedi, där handlingen kommenterades av en berättare och varvades med återblickar.
Studioscener spelades in i TV-huset i Malmö medan exteriörer togs på ön Flakfortet i Öresund.

## Medverkande i urval
- Ola Norén - Jonas Landberg
- Sanna Persson Halapi - Julia Wallin
- Valle Westesson - Hector Rådström
- Kalle Lind - Ulf Fuchs-De Geer-Bergenstråhle-Ekman
- Rico Rönnbäck - sig själv
- Inga Ålenius - Jonas' mamma
- Liv Strömquist - Hectors flickvän
- Josefin Johansson - Ulfs flickvän
- Klara Zimmergren - pastor i frälsningsarmén
- Robin Paulsson - pizzabud
- Jesper Rönndahl - man i lägenhet
- Grisen Roger - Grisen Jonas
- Kristina Yourstone - berättare

## Avsnitt
1. Hemskö-borna
2. "Rått jobb, Hector!"
3. Kärlek i kokhettans tid
4. Alltför mycket om min mamma
5. Grisen i graven bredvid
6. Pirater pirater pirater
7. Har du någon Ulf?
8. "Tenn var det här!"
9. Sjuk humor
10. Två bröllop och en bedragning